# Dancestacja
Dancestacja – seria płyt zawierających muzykę taneczną wydawanych przez Radiostację we współpracy z Universal Music Group. Wydano siedem krążków z tej serii.

## Dancestacja 1
Rok wydania: 2004
Lista utworów:
1. Eric Prydz – Call On Me
2. Shapeshifters – Lola's Theme
3. Stonebridge – Put Em High
4. David Guetta – Stay
5. Danzel – Pump It Up
6. Michael Gray – The Weekend
7. ATB – Ecstasy
8. Benassi Bros. – Hit My Heart
9. Spankox - To The Club
10. Speedy - Sientelo
11. Marly - You Never Know
12. Deep Dish – Flashdance
13. Mousse T. – Pop Muzak
14. 3 Of Kind - Baby Cakes
15. DJ Tonka – Get Back
16. Narcotic Trust - I Like It
17. Sunloverz - All Around The World
18. Boogie Pimps – Somebody to Love
19. Slow Train Soul - In The Black Of Night
20. Malu - You Must Remember

## Dancestacja 2
Rok wydania: 2005
Lista utworów:
1. Global Deejays – What A Feeling
2. The Chemical Brothers – Galvanize
3. Jerry Ropero & Denis The Manace pres. Sabor feat. Jaqueline - Coracao
4. Vinylshakerz – One Night In Bangkok
5. ATB – Believe In Me
6. Malice - In Between Days
7. Sonique – Why
8. Uniting Nations – You & Me
9. Infernal – From Paris To Berlin
10. Stonebridge feat. Therese - Take Me Away
11. Cabin Crew - Start To Fall
12. Narcotic Trust - When The Dawn Breaks
13. Papa A.P. - Gasolina
14. Benassi Bros. feat. Dhany - Make Me Feel
15. The Discoboys feat. Manfred Mann`s Earth Band - For You
16. Milk & Sugar – What Is Love
17. Dannii Minogue vs. Flowerpower - You Wan`t Forget About Me
18. Freeloaders feat. The Real Thing - So Much Love To Give
19. Tom Novy feat. Lima - Take It
20. Dave McCullen - Bitch

## Dancestacja 3
Rok wydania: 2006
Lista utworów:
CD1
1. Bob Sinclair – World, Hold On (Children Of The Sky)
2. Hi_Tack - Say Say Say (Waiting 4 U)
3. Deep Dish feat. Stevie Nicks - Dreams
4. Loleatta Holloway - Love Sensation '06
5. Danzel vs. DJ F.R.A.N.K. - My Arms Keep Missing You
6. Filterfunk - S.O.S. (Message In A Bottle)
7. Sylver – Lay All Your Love On Me
8. Velvet – Rock Down To (electric Avenue)
9. Club House - Don't Stand So Close To Me
10. Neja - Who’s Gonna Be?
11. Supermode - Tell Me Why
12. Blank & Jones – Catch
13. Groove Coverage – 21st Century Digital Girl
14. Tarkan - Bounce
15. Beatfreakz – Somebody's Watching Me
16. Paris Avenue feat. Robin One - In My Mind
17. Omaha feat. Fiona Holt - You Came Into My Life
18. Westbam & Superpitcher - It's Not Easy
19. Rockefeller feat. Gina J - Back 2 U
20. Lil’Love - Waiting For Tonight

CD 2
1. Kalwi & Remi – Explosion
2. Olav Basoski feat. Michie One - Waterman
3. Sunblock feat. Robin Beck - First Time
4. Ian Van Dahl – Movin' On
5. Axwell feat. Steve Edwards - Watch The Sunrise
6. Therese - Time
7. The Disco Boys - B-B-B-Baby
8. Sister In Law - On The Move
9. Cube Experience - Wake Me Up When September Ends
10. Benassi Bros. feat. Dhany - Rocket In The Sky
11. Silver Bross – The Impulse
12. Big World pres.: Swen G feat. Inusa - Morning Light 2006
13. Soho - Feelings
14. DJ’s At Work - No Easy Way Out
15. Joey Negro - Make A Move On Me
16. Deepfrost - In My Blood
17. Karanyi - I May Be Your Star
18. Benny Benassi – Who’s Your Daddy?
19. Tomcraft feat. Sido & Tai Jason - Sureshot
20. J-Reverse vs. Black Legend - You See The Trouble With Me

## Dancestacja 4
Rok wydania: 2006
Lista utworów:
CD 1
1. Bob Sinclair & Cutee B feat. Dollarman & Big Ali - Rock This Party (Everybody Dance Now)
2. Akcent – Jokero
3. Supafly Inc. - Moving Too Fast
4. September – It Doesn’t Matter
5. Cascada – Everytime We Touch
6. Holly Dolly – Dolly Song (Leva's Polka)
7. Beats And Styles – Invitation To The Dancefloor
8. DJ Adamus & Mafia Mike pres. Wet Fingers - Hi Fi Superstar
9. David Guetta vs. The Egg - Love Don't Let Me Go (Walking Away)
10. Spoonface - Here For You
11. Pate No.1 – Shining Star
12. Tom Novy – Unexpected
13. C-Bool - Would You Feel
14. Benassi Bros feat. Sandy - Feel Alive
15. Elize - Into Your System
16. Chicane feat. Tom Jones - Stoned In Love
17. Shamur - Gonna Make It
18. James Kakande - You You You
19. Inner City Playboys - Jetsetter
20. Gigi D’Agostino – Don’t Cry Tonight

CD 2
1. Kalwi & Remi – Imagination
2. Kortezman feat. Rozalla - Everybody’s Free '06
3. The Drill – The Drill
4. Rockefeller - Do It 2 Nite 2006
5. Darude – Sandstorm 2006
6. MBrother – Trebles
7. Shaun Baker feat. Laid Back - Bakerman
8. Plus+-Minus - Rockin’ With The Best
9. Big Ang feat. Siobhan - It’s Over Now
10. Narcotic Thrust - Waiting For You
11. Limelight - Gotta Let You Go
12. Streamrocker Meets Alexander Purkart & George - Give It Up For Love
13. Molella - From Space To My Life
14. Diego Ray - Afterlife
15. CJ Gee - Don't Want No Short Dick Man
16. Dannii Minogue – So Under Pressure
17. DJ Rob Boskamp feat. Rocq-e Harrell - In The Evening
18. Awaxx - Be Free With Your Love
19. Paul Johnson - She Got Me On
20. Sami Dee & Freddy Johnes vs. Christal Waters - Gipsy Woman 2006

## Dancestacja 5
Rok wydania: 2007
Lista utworów:
CD 1
1. Eric Prydz vs. Pink Floyd – Proper Education
2. Bob Sinclar feat. Farrell Lennon - Tennessee
3. Fedde le Grand – Put Your Hands Up For Detroit
4. Double Nation - Move Your Love
5. Kalwi & Remi – Victory
6. Ian Hammer Project feat. TQ - Crockett’s Theme 2006
7. Spoonface - Here For You
8. Delano & Crockett – Walking On The Moon
9. Starting Rock feat. Diva Avari - Don't Go
10. Akcent – French Kiss
11. Infernal – Self Control
12. Tom Novy - Unexpected
13. MBrother – What (Re-Make)
14. Outwork feat. Mr Gee - Elektro
15. Da Buzz – Without Breaking
16. Activ – Doar Cu Tine
17. September – Looking for Love
18. Velvet – Hey
19. Chocolate Puma - Always & Forever
20. Wa-Wa Deejays - Rasputin '07

CD 2
1. DJ Magic vs. Max Farenthide - Get Down
2. Vinylshakerz – Luv In Japan
3. Michael Gray – Borderline
4. Liz Kay - When Love Becomes A Lie
5. Disco Blu - I Don’t Cry
6. Dennis Christopher - SoulShakin’
7. Caramel Club - Mama Say Mama Sa
8. Ian Van Dahl – Just A Girl
9. Bodyrox feat. Luciana - Yeah Yeah
10. Frank Ti-Aya feat. Yardi Don - One Love, World Love
11. Impact - Babe
12. Flashrider vs. Wanda i Banda - Nie będę Julią
13. Dutch Mafia - Break My Stride
14. Limelight - Dreamer
15. Booty Luv – Boogie 2nite
16. Mondo - Alive
17. Chris Lake feat. Laura V. - Changes
18. Milk Inc. – Run
19. John Marks – Carnival
20. Scooter – Behind The Cow

DVD
1. DJ Magic vs. Max Farenthide - Get Down
2. Eric Prydz vs. Pink Floyd – Proper Education
3. MBrother – What (Re-Make)
4. Kalwi & Remi – Victory
5. Fedde le Grand – Put Your Hands Up For Detroit
6. Bodyrox feat. Luciana - Yeah Yeah
7. Ian Van Dahl – Just A Girl
8. Impact - Babe
9. Michael Gray – Borderline
10. John Marks – Carnival
11. Scooter – Behind The Cow
12. Akcent – French Kiss
13. Bob Sinclar & Cutee B feat. Dollarman & Big Ali - Rock This Party (Everybody Dance Now)
14. David Guetta vs. The Egg - Love Don't Let Me Go (Walking Away)
15. Starting Rock - Don't Go
16. Blank & Jones – Catch
17. Beatfreakz – Superfreak
18. Supafly Inc. - Mooving Too Fast
19. Filterfunk - S.O.S. (Message In A Bottle)
20. C-Bool – Would You Feel

## Dancestacja 6
Rok wydania: 2007
Lista utworów:
CD 1
1. ATB feat. Heather Nova - Renegade
2. Alex Gaudino feat. Crystal Waters – Destination Calabria
3. September – Cry for You
4. Infernal – I Won't Be Crying
5. The Admirals Feat. Seraphina - Manner
6. Michael Mind Feat. Manfred Mann`s Earth Band - Blinded By The Light
7. Delano & Crockett – Missing
8. Global Deejays Feat. Technotronic - Get Up
9. 2 Touch feat. Pakito – Blue Monday
10. Baracuda - Ladida
11. Tom Pulse Vs. Sydney Youngblood - If Only I Could
12. Stereoliza – When You’re Here
13. Bwo - Chariots Of Fire
14. DJ Ross – To The Beat
15. Lemon Ice - Stand By Me
16. Martin Drafts - Once In A Life
17. Giulia Siegel - Dance!
18. Scooter – Lass Uns Tanzen
19. Funkerman & Fedde le Grand Pres. F To The F - Wheels On Motion
20. C-Bool – What You See What You Want

CD 2
1. DJ Tiesto Feat. Christian Burns - In The Dark
2. Starkillers - Discoteka
3. Camille Jones Vs. Fedde le Grand – The Creeps
4. Milk Inc. – No Angel
5. J-status Feat. Rihanna – Roll It
6. Dennis Christopher - It's Not Right
7. Topmodelz - Your Love
8. Groovestylerz - We Are Family
9. Porno - Gonna Shake It
10. Erick E – The Beat Is Rockin’
11. Royal Gigolos – Tell It To My Heart
12. Dada Feat. Sandy Rivera & Trix - Lollipop
13. Age Pee - Hymn
14. 2-4 Grooves – The Way I Do
15. Andy F Feat. Belle - Get Enough
16. Mason Vs. Princess Superstar - Perfect (Exceeder)
17. Wi-fi Feat. Melanie M - Be Without You
18. Francesco Morelli - Wap Bam Boogie
19. Basto - Rock With You

## Dancestacja 7
Rok wydania: 2007
Lista utworów:
CD 1
1. Bob Sinclair feat. Gary „Nesta” Pine - Give A Lil’ Love
2. Velvet – Fix Me
3. Paul Van Dyk feat. Jessica Sutta – White Lies
4. Booty Luv – Shine
5. Axwell – I Found U
6. Ian Van Dahl – Just A Girl
7. Tom Pulse vs. Sydney Youngblood - If Only I Could
8. Tiesto feat. BT – Break My Fall
9. Milk Inc. – Sunrise (Radio Edit)
10. Stonebridge – S.O.S (Stonebridge Remix Radio Edit)
11. Meck feat. Dino - Feels Like Home
12. Menno De Jong - Magma
13. Minimalistix - Whistling Drive (Radio Mix)
14. Ferry Corsten – Beautiful
15. Alex Gaudino feat. Sam Obernik – Que Pasa Contigo
16. Roger Sanchez feat. GTO - Turn On The Music (Axwell Remix)
17. Yves Larock feat. Jaba - Rise Up
18. Beat Noveau - Lady (Hear Me Tonight)
19. Spoonface - Too Fast
20. Kalwi & Remi – Sunshine

CD 2
1. ATB - Feel Alive
2. Tom Novy vs. Jean Claude Ades - Slap That Bitch
3. Danzel - You Spin Me Around (Like A Record)
4. Infernal - Ten Miles
5. Global Deejays feat. Technotronic - Get Up
6. Shaun Baker - V.I.P (Sebastian Wolter Original Radio Version)
7. Vinylshakerz - Forget Me Nots
8. Hi Tack feat. Dawid Bowie - Let’s Dance
9. Cascada - A Neverending Drem
10. Starting Rock feat. Diva Avari - Movin' On
11. Ramada - Stand Up (Maxpop Radio)
12. Jes - Ghost
13. Soulcast feat. Indian Princess - Someone Like Me
14. Sunfreakz feat. Andrea Britton - Counting Down The Days
15. KLM Music feat. Coco Star - I Need A Miracle
16. Soul Survivors - Bring It Back
17. Wally Warning - No Monkey
18. Regi feat. Scala - I Fail
19. Tomcraft - Ready To Go
20. Scooter – The Question Is What Is The Question